# NGC 6958
NGC 6958 é uma galáxia elíptica (E-S0) localizada na direcção da constelação de Microscopium. Possui uma declinação de -37° 59' 52" e uma ascensão recta de 20 horas, 48 minutos e 42,6 segundos.
A galáxia NGC 6958 foi descoberta em 24 de Agosto de 1834 por John Herschel.